# Turn It into Love
Turn It Into Love – piosenka australijskiej piosenkarki Kylie Minogue. Piosenka pochodzi z płyty Kylie z 1988 roku. Ten utwór nie ma teledysku.

## Lista utworów
7" i 3" (Płyta Winylowa)
1. "Turn It Into Love" - 3:36
2. "Made In Heaven" - 3:32
3. "Turn It Into Love" (Instrumental) - 3:35
4. "Turn It Into Love" (Hit Factory Mix) - 4:52

## Wyniki na Listach Przebojów
| Chart (1988)                     | Peak position |
| -------------------------------- | ------------- |
| Japan Oricon International Chart | 1             |